# Сан-Веллі-Лейк (Айова)
Сан-Веллі-Лейк (англ. Sun Valley Lake) — переписна місцевість (CDP) в США, в окрузі Рінгголд штату Айова. Населення — 187 осіб (2020).

## Географія
Сан-Веллі-Лейк розташований за координатами 40°50′57″ пн. ш. 94°4′5″ зх. д. / 40.84917° пн. ш. 94.06806° зх. д. (40.849108, -94.068134).  За даними Бюро перепису населення США в 2010 році переписна місцевість мала площу 7,96 км², з яких 6,26 км² — суходіл та 1,69 км² — водойми.

## Демографія
Згідно з переписом 2010 року, у переписній місцевості мешкала 161 особа в 79 домогосподарствах у складі 63 родин. Густота населення становила 20 осіб/км².  Було 309 помешкань (39/км²).
Расовий склад населення:
| - 100,0 % — білих |

До двох чи більше рас належало 0,0 %. Частка іспаномовних становила 0,0 % від усіх жителів.
За віковим діапазоном населення розподілялося таким чином: 5,6 % — особи молодші 18 років, 47,2 % — особи у віці 18—64 років, 47,2 % — особи у віці 65 років та старші. Медіана віку мешканця становила 64,1 року. На 100 осіб жіночої статі у переписній місцевості припадало 94,0 чоловіків;  на 100 жінок у віці від 18 років та старших — 102,7 чоловіків також старших 18 років.
Цивільне працевлаштоване населення становило 59 осіб. Основні галузі зайнятості: оптова торгівля — 23,7 %, освіта, охорона здоров'я та соціальна допомога — 23,7 %, виробництво — 18,6 %.